# Walking on the Moon
"Walking on the Moon" – utwór zespołu The Police wydany w 1979 roku promujący album Reggatta de Blanc.

## Lista utworów

### 7": A&M / AMS 7494
1. "Walking on the Moon" (Edit) – 4:08
2. "Visions of the Night" – 3:05

### 12": A&M / AMSP 7494
1. "Walking on the Moon" – 4:59
2. "Visions of the Night" – 3:05

## Twórcy
- Sting – gitara basowa, wokal, gitara
- Andy Summers – gitara
- Stewart Copeland – perkusja